# منزل ملك
منزل ملك (بالفارسية: خانه ملک) هو منزل تاريخي يعود إلى عصر القاجاريون، ويقع في مشهد.